# Syzygium flosculiferum
Syzygium flosculiferum är en myrtenväxtart som först beskrevs av Murray Ross Henderson, och fick sitt nu gällande namn av Puthenpurayil Viswanathan Sreekumar. Syzygium flosculiferum ingår i släktet Syzygium och familjen myrtenväxter. IUCN kategoriserar arten globalt som livskraftig. Inga underarter finns listade i Catalogue of Life.